# Mesolia margistrigella
Mesolia margistrigella là một loài bướm đêm trong họ Crambidae.